# Catharsius garambae
Catharsius garambae är en skalbaggsart som beskrevs av Ferreira 1962. Catharsius garambae ingår i släktet Catharsius och familjen bladhorningar. Inga underarter finns listade.